# Ola Brynhildsen
Ola Brynhildsen, né le 27 avril 1999 à Bærum en Norvège, est un footballeur international norvégien qui évolue au poste d'ailier au Toronto FC, en prêt du FC Midtjylland.

## Biographie

### Stabæk
Né à Bærum en Norvège, Ola Brynhildsen est formé au Stabæk Fotball. Il joue son premier match en professionnel le 26 avril 2017, lors d'une rencontre de coupe de Norvège face à l'Holmlia SK (en). Brynhildsen entre en jeu lors de cette rencontre remportée par son équipe sur le score large de neuf buts à zéro. Il participe à son premier match en Eliteserien le 22 octobre 2017, lors d'une défaite de son équipe par deux buts à un face au Tromsø IL.

### Molde FK
Le 4 mai 2020 le Molde FK annonce le transfert de Ola Brynhildsen pour un contrat de deux ans et demi à compter du 1er juillet 2020. Le 20 mai suivant les différentes parties concluent l'accord. Brynhildsen joue son premier match sous ses nouvelles couleurs le 16 juin 2020, lors de la première journée de la saison 2020 face à l'Aalesunds FK. Il est titularisé au poste d'ailier gauche lors de cette rencontre remportée par les siens sur le score de quatre buts à un.
Lors de la saison 2021, pour sa deuxième saison à Molde, Brynhildsen se distingue en se classant à la deuxième place des meilleurs passeurs décisifs du championnat, avec un total de neuf offrandes.

### FC Midtjylland
Le 1er septembre 2023, Ola Brynhildsen rejoint le Danemark afin de s'engager en faveur du FC Midtjylland. Il signe un contrat de quatre ans, soit jusqu'en juin 2027,,.
Dès son premier match, Brynhildsen se fait remarquer en marquant son premier but pour le club, le 3 septembre 2023, lors d'une rencontre de championnat face à l'AGF Aarhus. Titulaire, il ouvre le score mais les deux équipes se neutralisent (1-1 score final).

### En sélection
Avec les moins de 19 ans, il délivre deux passes décisives lors d'un match contre l'Écosse en mars 2018, à l'occasion des éliminatoires du championnat d'Europe. Il participe ensuite à la phase finale du championnat d'Europe des moins de 19 ans 2018 qui se déroule en Finlande. Lors de cette compétition, il joue trois matchs, avec pour résultats deux victoires et une défaite. 
Ola Brynhildsen dispute ensuite avec l'équipe de Norvège des moins de 20 ans la Coupe du monde des moins de 20 ans 2019 qui a lieu en Pologne. Lors du mondial junior, il joue trois matchs.

## Palmarès
Molde FK
- Championnat de Norvège (1) :
  - Champion : 2022.